# Duck! The Carbine High Massacre
Duck! The Carbine High Massacre är en amerikansk svart-komedi/thrillerfilm från 1999 regisserad av William Hellfire och Joey Smack. Filmen tar plats i en high school i USA och är löst baserad på Columbine-massakern.

## Handling
Duck! The Carbine High Massacre handlar om två unga utstötta killar, Derwin och Derick, som ständigt mobbas av sina klasskamrater på deras high school. När en av de två misshandlas så allvarligt så han hamnar på sjukhus så tar allt en ny vändning. De båda killarna börjar planera en skolmassaker som hämnd för all mobbning.

## Om filmen
Duck! The Carbine High Massacre var den förste spelfilm som kom att vara baserad på Columbine-massakern 1999. Filmen är en b-film som driver med media-rapporteringen efter dådet på Columbine, om alla teorier och all moralpanik som följde. Filmskaparna William Hellfire och Joey Smack som regisserar samt även spelar huvudrollerna i filmen greps under inspelningen då de bar riktiga vapen på skolområdet. De släpptes senare.